# My Heart Beats Like a Drum (Dam Dam Dam)
„My Heart Beats Like a Drum (Dam Dam Dam)” – singel zespołu ATC, który został wydany w 2000 roku. Został umieszczony na albumie Planet Pop.

## Lista utworów
- CD singel (4 września 2000)[1]

1. „My Heart Beats Like a Drum” (Radio Edit) – 3:43
2. „My Heart Beats Like a Drum” (Extended Club Mix) – 5:18
3. „My Heart Beats Like a Drum” (Rüegsegger#wittwer Clubremix) – 7:44
4. „My Heart Beats Like a Drum” (Triple X Extended Remix) – 5:59
5. „My Heart Beats Like a Drum” (Rüegsegger#wittwer Frantic Remix) – 8:17
6. „My Heart Beats Like a Drum” (Triple X Dub Attack) – 5:44

## Notowania na listach sprzedaży
| Kraj              | Lista (2000/2001) | Najwyższa pozycja |
| ----------------- | ----------------- | ----------------- |
| Niemcy            | Top 100 Singles   | 3                 |
| Austria           | Singles Top 40    | 6                 |
| Szwajcaria        | Singles Top 100   | 21                |
| Belgia (Flandria) | Ultratop 50       | 11                |
| Finlandia         | Top 20 Singles    | 12                |
| Holandia          | Single Top 100    | 37                |
| Szwecja           | Top 60 Singles    | 38                |
| Francja           | Top 100 Singles   | 39                |